# Gerhard Breitling
Gerhard Breitling (* 28. Dezember 1920; † 20. Juli 2003) war ein deutscher Physiker und Hochschullehrer.

## Leben und Wirken
Nach dem Schulabschluss studierte er, wurde 1950 Diplom-Physiker und promovierte 1952 an der Technischen Universität Stuttgart zum Dr. rer. nat. Das Thema seiner Dissertation lautete Über die Wellenlängenabhängigkeit der Fluoreszenz organischer Leuchtstoffe im Röntgengebiet. Anschließend war er am neugegründeten Institut für Metallphysik am Max-Planck-Institut für Metallforschung in Stuttgart tätig. Dort arbeitete er bei seinen Forschungen eng mit dem Physiker Hans Richter zusammen. Beide publizierten gemeinsam einige ihrer Forschungsergebnisse. In dieser Zeit habilitierte er sich 1955. 1962 wurde er an der Universität Tübingen zum außerplanmäßigen Professor ernannt. 1971 wurde er dort auf den neugeschaffenen Lehrstuhl Medizinische Strahlenphysik berufen. Später war er einer der wichtigsten Mitarbeiter der Fachzeitschrift Rö-Fo – Fortschritte auf dem Gebiet der Röntgenstrahlung und der Nuklearmedizin.

## Schriften (Auswahl)
- (mit Hans Richter): Das amorphe Arsen. In: Zeitschrift für Naturforschung 6a (1951), S. 721 ff.
- Über die Wellenlängenabhängigkeit der Fluoreszenz organischer Leuchtstoffe im Röntgengebiet. Stuttgart 1952.
- (mit Hans Richter und H. Berckhemer): Struktur des amorphen Antimons. In: Zeitschrift für Naturforschung 40 (1953), S. 361–362.
- (mit Hans Richter und Fritz Herre): Struktur des glasigen B2O3 1. In: Zeitschrift für Naturforschung 40 (1953), S. 482–483.
- (mit Hans Richter und Fritz Herre): Untersuchungen an glasigem SiO2. In: Zeitschrift für Naturforschung 40 (1953), S. 621.
- (mit Hans Richter und Fritz Herre): Untersuchungen zur Fourier-Analyse von Röntgenstreukurven. In: Die Naturwissenschaften 42 (1955), S. 151–152.
- (mit Hans Richter und Fritz Herre): Zur Struktur einatomiger Metallschmelzen. In: Die Naturwissenschaften 44 (1957), S. 109.
- (mit Hans Richter): Neues Verfahren zur Auswertung der Intensitätskurven einatomiger Metallschmelzen. In: Die Naturwissenschaften 48 (1961), S. 44.
- (mit Hans Richter): Struktur von geschmolzenem Au und von flüssigem Hg nach der Methode der Trennung der Streuanteile. In: Zeitschrift für Physik 172 (1963), S. 338–352.
- (mit Hans Richer und D. Handtmann): Verschiedene Verfahren zur Untersuchung der Struktur geschmolzener Metalle. In:  Zeitschrift für Physik 178 (1964), S. 294–318.
- (mit Hans Richter): Struktur einatomiger Metallschmelzen. In: Zeitschrift für Naturforschung 20 (1965), H. 8, S. 1061–1075.
- (mit Hans Richter): Struktur vom flüssigem Quecksilber. In: Zeitschrift für Naturforschung 22 (1967), S. 665–663.
- (Mitautor): Nuklearmedizin, szintigraphische Diagnostik. Stuttgart 1969.
- (mit Hans Richter): Strukturkomponenten von geschmolzenem Gold, Silber und Blei. In: Zeitschrift für Metallkunde 61 (1970), H. 9, S. 628–638.
- Richard Glocker. (Nachruf). In: Fortschritte auf dem Gebiete der Röntgenstrahlen und der Nuklearmedizin 129 (1978), S. 149–150.